# Allohelea johannseni
Allohelea johannseni är en tvåvingeart som först beskrevs av Wirth 1953.  Allohelea johannseni ingår i släktet Allohelea och familjen svidknott. Inga underarter finns listade i Catalogue of Life.